# Sports Car International
Sports Car International (SCI) fue una revista de automóviles publicada en Estados Unidos de 1986 a 2008 por Ross Periodicals Inc, inicialmente en Newport Beach y después  en Novato (California).

## Historia
La revista estaba netamente orientada a los entusiastas del motor, asumiendo un buen conocimiento de la historia del automóvil deportivo, de las carreras y de la industria automotriz. La revista fue editada originalmente por Mark Ewing. En los años 1990, (después del traslado de Newport Beach al norte de California), Jay Lamm se convirtió en su editor; Lamm había trabajado en otras publicaciones, incluida Autoweek, y había escrito libros sobre automóviles como el Mazda MX-5. En 1994, SCI se convirtió en la primera publicación de revista en ser completamente digital en su proceso de impresión. En 2006, Erik Gustafson accedió al puesto de editor de la revista y actualizó su diseño, el estilo editorial y el formato de la publicación para competir directamente con las principales publicaciones sobre automóviles rivales.
La revista dejó de publicarse con la edición de noviembre de 2008 debido a factores de costo y la falta de ingresos publicitarios. El editor declaró que todos los suscriptores verían compensada su suscripción con su suscripción a Excellence, una revista centrada en los automóviles Porsche, y para aquellos que ya estuvieran suscritos a Excellence y SCI, Forza, una revista sobre Ferrari sería el sustituto.
Había sido la primera revista que se produjo utilizando el proceso directo a plancha (CTP) en 1994, por Publishers Press Inc.

## Los mejores coches deportivos
Sports Car International compiló una lista de los mejores coches deportivos de las últimas décadas. Las selecciones fueron simplemente las opiniones de los editores de la revista. Las siguientes listas están extraídas de la revista:
Todos los tiempos
1. Ferrari 250 GTO
2. McLaren F1
3. Jaguar E-Type
4. Lamborghini Miura SV
5. Mercedes-Benz 300 SL
6. Porsche 911 Carrera RS
7. Porsche 356
8. Porsche Carrera GT
9. Shelby 289 AC Cobra
10. Mazda MX-5
Década de 1960
1. Jaguar E-Type
2. AC Cobra
3. Porsche 911
4. Lamborghini Miura
5. Chevrolet Corvette Stingray
6. Lotus Elan
7. Ferrari 250 GT SWB
7. Ferrari 275 GTB/4
8. Ferrari 250 GTO
9. Maserati Ghibli
10. Porsche 356C
11. Ferrari 250 GT Berlinetta Lusso
Década de 1970
1. Ferrari Daytona
2. Datsun 240Z
3. Lamborghini Countach
4. Lamborghini Miura SV
5. Ferrari 308
6. Ferrari Dino
7. Mazda RX-7
8. Porsche Carrera RS
9. De Tomaso Pantera
10. BMW M1
Década de 1980
1. Porsche 959
2. Ferrari 288 GTO
3. VW Golf/Rabbit GTI
4. Audi Quattro
5. Ferrari F40
6. BMW M3
7. Porsche 911 Carrera
8. Toyota MR2
9. Renault 5 Turbo
10. Lamborghini Countach
 
 
Década de 1990
1. Mazda MX-5/Mazda Miata
2. Porsche Boxster
3. Ferrari 550
4. McLaren F1
5. Porsche 911
6. Honda NSX/Acura NSX
7. Ferrari F355
8. Nissan 300 ZX
9. Lotus Elise
10. Mazda RX-7
Década de 2000
1. Porsche Carrera GT
2. Ford GT
3. Enzo Ferrari
4. Pagani Zonda C12S
5. Lotus Elise
6. Porsche Boxster S
7. Porsche 911 GT3
8. Lamborghini Gallardo
9. Lamborghini Murciélago
10. Subaru Impreza
 